# قلمرو داعش
داعش با نام رسمی دولت اسلامی (IS)، یک شبه‌دولت بود که به ترتیب از سال ۲۰۱۳ تا ۲۰۱۷ و ۲۰۱۹، هستهٔ اولیهٔ خود را در عراق و سوریه شکل داد، جایی که دولت اصلی بخش‌های قابل توجهی از منطقه‌های شهری، روستایی و بیابانی را به‌طور عمده در منطقه بین‌النهرین کنترل می‌کرد. امروزه این گروه بخش‌های پراکنده‌ای را در این منطقه و همچنین قلمرو یا هسته‌های شورشی در مناطق دیگر، به ویژه افغانستان، غرب آفریقا، صحرای آفریقا، سومالی، موزامبیک و جمهوری دموکراتیک کنگو را کنترل می‌کند. از سال ۲۰۲۳، بخش‌های وسیعی از مالی تحت کنترل داعش است، جایی که اخیراً بیشترین موفقیت را داشته‌اند.
در اوایل سال ۲۰۱۷، داعش تقریباً ۴۵۳۷۷ کیلومتر مربع از خاک عراق و سوریه و ۷۳۲۳ کیلومتر مربع در جاهای دیگر را کنترل می‌کرد که در مجموع ۵۲۷۰۰ کیلومتر مربع بود. این نشان دهنده کاهش قابل توجهی از اوج کنترل سرزمینی داعش در اواخر سال ۲۰۱۴ است، زمانی که در مجموع بین ۱۰۰۰۰۰ تا ۱۱۰۰۰۰ کیلومتر مربع را تحت کنترل داشت. قلمروی داعش تقریباً در همه کشورها از سال ۲۰۱۴ به‌طور قابل توجهی کاهش یافته است که نتیجه عدم محبوبیت این گروه و اقدامات نظامی علیه آن است. تنها تا اواخر مارس ۲۰۱۹، قلمروی داعش در سوریه به ۴۰۰۰ کیلومتر مربع تحت محاصره در صحرای سوریه کاهش یافت. این منطقه توسط نیروهای دولتی سوریه و متحدانش محاصره شد. ارتش سوریه، عملیات‌های شانه‌زنی و حملات هوایی را علیه جیب هرچند با موفقیت محدود انجام داد. تبلیغات داعش، ادعا می‌کند که اوج وسعت سرزمینی آن ۲۸۲۴۸۵ کیلومتر مربع است.
اکثریت قلمرو، جمعیت، درآمد و اعتبار داعش از قلمرویی است که زمانی در عراق و سوریه در اختیار داشت. در افغانستان، داعش بیشتر مناطق نزدیک مرز پاکستان را کنترل می‌کند و از بهار ۲۰۱۵، ۸۷ درصد از قلمروی خود را از دست داده است. در لبنان نیز در اوج جنگ داخلی سوریه، داعش، برخی از مناطق مرزی خود را تحت کنترل داشت. در لیبی، این گروه بیشتر به عنوان یک نیروی شورشی متحرک عمل می‌کند و مکان‌هایی را قبل از ترک مجدد آنها اشغال کرده است.  در مصر، این گروه، ۹۱۰ کیلومتر مربع را به مرکزیت روستای شیخ زوید، که کمتر از ۱٪ از خاک مصر را تشکیل می‌دهد، کنترل می‌کند. در نیجریه، بوکو حرام (که در آن زمان یکی از شاخه‌های داعش بود) ۶۰۴۱ کیومتر مربع را در حداکثر وسعت خود در سال ۲۰۱۴ کنترل کرد. هر چند بیشتر این منطقه در میان عقب‌نشینی‌های نظامی و شکاف در بوکو حرام بین جناح‌های طرفدار و ضد داعش از دست رفت. با این حال، در اواخر سال ۲۰۱۹، نیروهای آفریقایی داعش بار دیگر مناطق وسیعی را در نیجریه تصرف کردند. از سال ۲۰۲۱، نیروهای آفریقایی داعش، همچنان در مناطقی که تحت کنترل خود دارند، قلمروی خود را اداره می‌کنند. از سال ۲۰۲۲، بیشتر قلمروی داعش به شمال شرق نیجریه و شمال موزامبیک، در کنار بخش‌های بزرگی از شرق مالی، محدود شده است.

## تقسیمات اداری

### استان‌ها
پایگاه اصلی عملیات داعش تا سال ۲۰۱۷ در قلمروی آنها در رقه واقع در سوریه بود، جایی که توسط نیروهای دموکراتیک سوریه بازپس گرفته شد. از آنجا دستوراتی به گروه‌های وابسته به نام ولایت داده می‌شد که در سراسر شام، آسیا و آفریقا پخش می‌شدند. تعداد کمی از این ولایت‌ها مرکز خود را اعلام کرده‌اند که شامل رقه در شام، موصل در عراق و موزیبو دا پریا، موزامبیک در مرکز آفریقا است. همچنین داعش ادعاهایی بر کل جهان اسلام از جمله آسیای مرکزی، بالکان، قلمروی امپراتوری عثمانی سابق، جنوب شرق آسیا و شمال آفریقا داشت. با این حال، در مواقع دیگر تمایل خود را برای تسلط بر جهان، با برچسب‌هایی بر مناطق خاصی از دنیای قدیم و همچنین دنیای مدرن ابراز می‌کرد.
| ولایت (استان)    | بخشی از | تقسیمات فرعی / استان سابق | بنیان‌گذاری (با عنوان ولایت)                                                       |
| ---------------- | --- | ------------------------- | --------------------------------------------------------------------------------- |
| الجزایر          | الجزایر | —                         | ۱۳ نوامبر ۲۰۱۴                                                                    |
| جمهوری آذربایجان | جمهوری آذربایجان                                                                                              | —                         | ۲ ژوئیه ۲۰۱۹                                                                      |
| بحرین            | بحرین · عربستان سعودی                                                                                         | —                         | نوامبر ۲۰۱۴                                                                       |
| بنگال            | بنگلادش | —                         | سپتامبر ۲۰۱۶                                                                      |
| قفقاز            | روسیه · ارمنستان · جمهوری آذربایجان · گرجستان · آبخاز · اوستیای جنوبی                                         | جمهوری آذربایجان          | ۲۳ ژوئیه ۲۰۱۵                                                                     |
| مرکز آفریقا      | جمهوری دموکراتیک کنگو · کنیا · موزامبیک · تانزانیا                                                            | —                         | قبل از اوت ۲۰۱۸                                                                   |
| شرق آسیا         | برونئی · اندونزی · مالزی · فیلیپین                                                                            | —                         | ۲۰۱۴                                                                              |
| غزه              | فلسطین · اسرائیل                                                                                              | —                         | ۲۰۱۴                                                                              |
| صحرای بزرگ       | مالی · نیجر · بورکینافاسو                                                                                     | —                         | ۱۵ مه ۲۰۱۵                                                                        |
| حرمین            | بحرین · عربستان سعودی                                                                                         |                           |                                                                                   |
| حرمین            | بحرین · عربستان سعودی                                                                                         | بحرین                     | ۱۳ نوامبر ۲۰۱۴                                                                    |
| حرمین            | بحرین · عربستان سعودی                                                                                         | حجاز                      | ۱۳ نوامبر ۲۰۱۴                                                                    |
| حرمین            | بحرین · عربستان سعودی                                                                                         | نجد                       | ۱۳ نوامبر ۲۰۱۴                                                                    |
| حجاز             | عربستان سعودی                                                                                                 | —                         | نوامبر ۲۰۱۴                                                                       |
| هند              | بنگلادش · هند · پاکستان                                                                                       | خراسان (جزئی)             | ۱۱ مه ۲۰۱۹                                                                        |
| عراق             | عراق · سوریه (جزئی)                                                                                           |                           |                                                                                   |
| عراق             | عراق · سوریه (جزئی)                                                                                           | جنوب                      | ۲۹ ژوئن ۲۰۱۴                                                                      |
| عراق             | عراق · سوریه (جزئی)                                                                                           | انبار                     | ۲۹ ژوئن ۲۰۱۴                                                                      |
| عراق             | عراق · سوریه (جزئی)                                                                                           | بادیه                     | ۲۹ ژوئن ۲۰۱۴                                                                      |
| عراق             | عراق · سوریه (جزئی)                                                                                           | بغداد                     | ۲۹ ژوئن ۲۰۱۴                                                                      |
| عراق             | عراق · سوریه (جزئی)                                                                                           | دجله                      | ۲۹ ژوئن ۲۰۱۴                                                                      |
| عراق             | عراق · سوریه (جزئی)                                                                                           | دیاله                     | ۲۹ ژوئن ۲۰۱۴                                                                      |
| عراق             | عراق · سوریه (جزئی)                                                                                           | فلوجه                     | ۲۹ ژوئن ۲۰۱۴                                                                      |
| عراق             | عراق · سوریه (جزئی)                                                                                           | کرکوک                     | ۲۹ ژوئن ۲۰۱۴                                                                      |
| عراق             | عراق · سوریه (جزئی)                                                                                           | نینوا                     | ۲۹ ژوئن ۲۰۱۴                                                                      |
| عراق             | عراق · سوریه (جزئی)                                                                                           | صلاح‌الدین                 | ۲۹ ژوئن ۲۰۱۴                                                                      |
| عراق             | عراق · سوریه (جزئی)                                                                                           | شمال بغداد                | ۲۹ ژوئن ۲۰۱۴                                                                      |
| عراق             | عراق · سوریه (جزئی)                                                                                           | فرات                      | ۲۹ ژوئن ۲۰۱۴                                                                      |
| عراق             | عراق · سوریه (جزئی)                                                                                           | جزیره                     | ۲۹ ژوئن ۲۰۱۴                                                                      |
| عراق             | عراق · سوریه (جزئی)                                                                                           | برکه (جزئی)               | ۲۹ ژوئن ۲۰۱۴                                                                      |
| عراق             | عراق · سوریه (جزئی)                                                                                           | خیر (جزئی)                | ۲۹ ژوئن ۲۰۱۴                                                                      |
| خراسان           | افغانستان · هند · ایران · پاکستان · تاجیکستان                                                                 |                           | ۲۹ ژوئن ۲۰۱۴                                                                      |
| خراسان           | افغانستان · هند · ایران · پاکستان · تاجیکستان                                                                 | هند                       | ۲۶ ژانویه ۲۰۱۵                                                                    |
| خراسان           | افغانستان · هند · ایران · پاکستان · تاجیکستان                                                                 | پاکستان                   | ۲۶ ژانویه ۲۰۱۵                                                                    |
| لیبی             | لیبی |                           |                                                                                   |
| لیبی             | لیبی | برقه                      | ۱۳ نوامبر ۲۰۱۴                                                                    |
| لیبی             | لیبی | فزان                      | ۱۳ نوامبر ۲۰۱۴                                                                    |
| لیبی             | لیبی | طرابلس                    | ۱۳ نوامبر ۲۰۱۴                                                                    |
| مصر              | مصر | —                         | فوریه ۲۰۱۷                                                                        |
| موزامبیک         | موزامبیک · تانزانیا                                                                                           | —                         | مه ۲۰۲۲                                                                           |
| نجد              | عربستان سعودی                                                                                                 | —                         | نوامبر ۲۰۱۴                                                                       |
| پاکستان          | پاکستان | —                         | ۱۵ مه ۲۰۱۹                                                                        |
| صحرای سینا       | مصر | —                         | ۱۳ نوامبر ۲۰۱۴                                                                    |
| سومالی           | سومالی · سومالی‌لند                                                                                            | —                         | دسامبر ۲۰۱۷ (شناخته شد)                                                           |
| سوریه            | سوریه · عراق (جزئی) · آکراتاری و داکیلیا · قبرس · قبرس شمالی · اسرائیل · اردن · لبنان · فلسطین · ترکیه (جزئی) |                           |                                                                                   |
| سوریه            | سوریه · عراق (جزئی) · آکراتاری و داکیلیا · قبرس · قبرس شمالی · اسرائیل · اردن · لبنان · فلسطین · ترکیه (جزئی) | رقه                       | ۲۹ ژوئن ۲۰۱۴                                                                      |
| سوریه            | سوریه · عراق (جزئی) · آکراتاری و داکیلیا · قبرس · قبرس شمالی · اسرائیل · اردن · لبنان · فلسطین · ترکیه (جزئی) | دمشق                      | ۲۹ ژوئن ۲۰۱۴                                                                      |
| سوریه            | سوریه · عراق (جزئی) · آکراتاری و داکیلیا · قبرس · قبرس شمالی · اسرائیل · اردن · لبنان · فلسطین · ترکیه (جزئی) | ادلب                      | ۲۹ ژوئن ۲۰۱۴                                                                      |
| سوریه            | سوریه · عراق (جزئی) · آکراتاری و داکیلیا · قبرس · قبرس شمالی · اسرائیل · اردن · لبنان · فلسطین · ترکیه (جزئی) | حلب                       | ۲۹ ژوئن ۲۰۱۴                                                                      |
| سوریه            | سوریه · عراق (جزئی) · آکراتاری و داکیلیا · قبرس · قبرس شمالی · اسرائیل · اردن · لبنان · فلسطین · ترکیه (جزئی) | حما                       | ۲۹ ژوئن ۲۰۱۴                                                                      |
| سوریه            | سوریه · عراق (جزئی) · آکراتاری و داکیلیا · قبرس · قبرس شمالی · اسرائیل · اردن · لبنان · فلسطین · ترکیه (جزئی) | حوران                     | ۲۹ ژوئن ۲۰۱۴                                                                      |
| سوریه            | سوریه · عراق (جزئی) · آکراتاری و داکیلیا · قبرس · قبرس شمالی · اسرائیل · اردن · لبنان · فلسطین · ترکیه (جزئی) | حمص                       | ۲۹ ژوئن ۲۰۱۴                                                                      |
| سوریه            | سوریه · عراق (جزئی) · آکراتاری و داکیلیا · قبرس · قبرس شمالی · اسرائیل · اردن · لبنان · فلسطین · ترکیه (جزئی) | برکه                      | ۲۹ ژوئن ۲۰۱۴                                                                      |
| سوریه            | سوریه · عراق (جزئی) · آکراتاری و داکیلیا · قبرس · قبرس شمالی · اسرائیل · اردن · لبنان · فلسطین · ترکیه (جزئی) | خیر                       | ۲۹ ژوئن ۲۰۱۴                                                                      |
| سوریه            | سوریه · عراق (جزئی) · آکراتاری و داکیلیا · قبرس · قبرس شمالی · اسرائیل · اردن · لبنان · فلسطین · ترکیه (جزئی) | بادیه (جزئی)              | ۲۹ ژوئن ۲۰۱۴                                                                      |
| سوریه            | سوریه · عراق (جزئی) · آکراتاری و داکیلیا · قبرس · قبرس شمالی · اسرائیل · اردن · لبنان · فلسطین · ترکیه (جزئی) | فرات (جزئی)               | ۲۹ ژوئن ۲۰۱۴                                                                      |
| سوریه            | سوریه · عراق (جزئی) · آکراتاری و داکیلیا · قبرس · قبرس شمالی · اسرائیل · اردن · لبنان · فلسطین · ترکیه (جزئی) | جزیره (جزئی)              | ۲۹ ژوئن ۲۰۱۴                                                                      |
| ترکیه            | ترکیه | —                         | ژوئیه ۲۰۱۹                                                                        |
| تونس             | تونس | —                         | ۲۰۱۵                                                                              |
| غرب آفریقا       | نیجریه · کامرون · چاد · نیجر                                                                                  | صحرای بزرگ آفریقا         | ۲۰۱۵ ۲۰۱۶ (پس از جدایی با عنوان بوکو حرام) مارس ۲۰۲۲ (به دست آوردن خودمختاری)     |
| یمن              | یمن | صنعا                      | ۱۳ نوامبر ۲۰۱۴                                                                    |
| یمن              | یمن | عدن ابین                  | ۱۳ نوامبر ۲۰۱۴                                                                    |
| یمن              | یمن | حضرموت                    | ۱۳ نوامبر ۲۰۱۴                                                                    |
| یمن              | یمن | بیضا                      | ۱۳ نوامبر ۲۰۱۴                                                                    |
| یمن              | یمن | لحج                       | ۱۳ نوامبر ۲۰۱۴                                                                    |
| یمن              | یمن | مأرب                      | ۱۳ نوامبر ۲۰۱۴                                                                    |
| یمن              | یمن | شبوه                      | ۱۳ نوامبر ۲۰۱۴                                                                    |
| یمن              | یمن | عتق                       | ۱۳ نوامبر ۲۰۱۴                                                                    |
| یمن              | یمن | تیپ سبز                   | ۱۳ نوامبر ۲۰۱۴                                                                    |
| مغرب             | دنیای مدرن |                           | هرگز به‌طور رسمی به عنوان ولایت تعیین نشده اما در نقشه‌های داعش برچسب‌گذاری شده است. |
| مشرق             | چین · ژاپن |                           | هرگز به‌طور رسمی به عنوان ولایت تعیین نشده اما در نقشه‌های داعش برچسب‌گذاری شده است. |
| رم               | ایتالیا و احتمالاً مناطق دیگر                                                                                  |                           | هرگز به‌طور رسمی به عنوان ولایت تعیین نشده اما در نقشه‌های داعش برچسب‌گذاری شده است. |
| اندلس            | اروپای غربی                                                                                                   |                           | هرگز به‌طور رسمی به عنوان ولایت تعیین نشده اما در نقشه‌های داعش برچسب‌گذاری شده است. |
| برزیل            | آمریکای جنوبی                                                                                                 |                           | هرگز به‌طور رسمی به عنوان ولایت تعیین نشده اما در نقشه‌های داعش برچسب‌گذاری شده است. |

## نگارخانه

- مناطقی که تحت کنترل داعش بوده‌اند.      مناطقی که داعش ادعای حاکمیت آنجا را داشته است.[۶۶]